# Obernberg am Brenner
Obernberg is een gemeente in het district Innsbruck Land van de Oostenrijkse deelstaat Tirol.
Obernberg ligt in het gelijknamige dal, dat bij Gries am Brenner in het Wipptal mondt. Het einde van het dal wordt gevormd door de imposante Schwarze Wand en de kalktoppen van de Tribulaun op de grens met het Italiaanse Zuid-Tirol. De gemeente omvat de kernen Leite, Außertal, Innertal, Gereit, Eben en Frade.
Het dal diende reeds gedurende de bronstijd als bergweidegebied. De Romeinen die in 15 v.Chr. onder leiding van keizer Augustus het gebied binnenmarcheerden, stuitten er op een bloeiende mijnbouw die tot in de 16e eeuw bleef bestaan. Het meer Obernberger See is een geliefd recreatiegebied. Keizer Maximiliaan I gebruikte de omliggende bossen van fijnsparren als jachtterrein. In 1760 werd de parochiekerk St.-Nikolaus in barokke stijl opgetrokken.

## Geboren
- Heinrich (Heini) Messner (1939), alpineskiër